# Eiserne Reisschüssel
Eiserne Reisschüssel (chinesisch 鐵飯碗, Pinyin tiě fàn wǎn) ist ein Begriff aus der Chinesischen Sprache.
Der Begriff bezeichnet einen Arbeitsplatz, der sicher oder unkündbar ist, ein stetiges Einkommen sowie Nebenleistungen beinhaltet.

## Begriff
Eiserne Reisschüssel ist ein Standardbegriff in China, wird – meist ironisch – aber auch gelegentlich in westlichen Sprachen verwendet, beispielsweise um auf den Zusammenhang zwischen Forschungsbemühungen und seitens der Politik und Wirtschaft finanzierten Forschungsvorhaben hinzuweisen. Im chinesischen Kulturkreis zählen traditionell Beamte, Militär und Angestellte von Staatsunternehmen zu den Personen, die über eine Eiserne Reisschüssel verfügen.

## Geschichte
In der Frühphase der Volksrepublik China galt die Schaffung von Arbeitsplätzen unter dem Begriff „Eiserne Reisschüssel“ als erstrebenswert. Während des Großen Sprunges nach vorn kam der Provinz Henan eine Schlüsselrolle zu, weil sie nicht nur die ersten Volkskommunen und -küchen einführte, sondern auch versuchte, eine Eiserne Reisschüssel für die Bauern zu etablieren. Das System sah vor, dass in den Dörfern, die den Volkskommunen angeschlossen waren, eine Getreidezuteilung garantiert werden sollte. Dieses sollte durch ein Lohnsystem ergänzt werden. In der Renmin Ribao wurde am 20. September 1958 dieses System ausdrücklich als vorteilhaft herausgestellt. Erst mit der von Deng Xiaoping eingeführten Reform- und Öffnungspolitik wurde die vom Staat garantierte Eiserne Reisschüssel wieder schrittweise abgeschafft.